# Trogen
Trogen este un oraș în Elveția.
1. ↑   https://www.trogen.ch/politik/gemeinderat.html/29 Lipsește sau este vid: |title= (ajutor)
2. ↑  Arealstatistik Standard - Gemeinden nach 4 Hauptbereichen (în germană), Bundesamt für Statistik[*], accesat în 13 ianuarie 2019